# Беккер Давид Юлійович
Давид Юлійович Бе́ккер (24 січня 1940, Одеса — 4 березня 2022, Одеса) — український художник і педагог; член Спілки радянських художників України з 1970 року, Німецького товариства екслібриса, Клубу екслібристів Голландії.

## Біографія
Народився 24 січня 1940 року в місті Одесі (нині Україна). У 1955—1960 роках навчався в Одеському художньому училищі імені Митрофана Грекова; у 1960—1966 роках Харківському художньому інституті та Харківському художньо-промисловому інституті, був учнем Олександра Хмельницького, Леоніда Чернова.
Протягом 1967—1973 років викладав в Одеському педагогічному інституті. Серед учнів: Федір Кравчик, Борис Кушнір, Віталій Кушнірюк, Олександр Логвин, Іван Орос.
Мешкав в Одесі в будинку на вулиці Червоної Гвардії, № 43, квартира № 18 та у будинку на вулиці Львівській, № 211, квартира № 17. Помер в Одесі 4 березня 2022 року.

## Творчість
Працював в галузі станкової графіки — ліногравюра, літографія, офорт. Автор графічних серій на літературні, біблійні та міфологічні сюжети, серії портретів митців, поетів, композиторів, книжкових ілюстрацій; створив замалим не 1000 екслібрисів. Серед робіт:
- «Мрії» (1967);
- «Гей, музики, грайте!» (1968);
- «Гуцульська осінь» (1968);
- серія «Побачення» (1969);
- «Верховина» (1969);
- «В краю кунаків» (1975)[5];
- серія літографій «Пушкін в Одесі» (1985);
- «Альбрехт Дюрер» (1987, папір, суха голка)[5];
- «Флора» (1991)[5];
- «Шахерезада» (2001)[5].

Проілюстрував книгу Джованні Боккаччо «Декамерон» (1983), книги Ісака Бабеля (1989), Костянтина Паустовського (1990), Марини Цвєтаєвої (1991).
Брав участь у республіканських, всесоюзних виставках з 1967 року. Провів 50 виставок за кордоном, зокрема: 10 — у Німеччині, 5 — у Японії і Польщі, 3 — у Нідерландах, по 2 — у Швейцарії та Чехії. Відбулося 50 його персональних виставок.
Роботи зберігаються в музеях та галереях Херсона, Запоріжжя, Нової Каховки, Одеси, музеях імені Олександра Пушкіна у Москві та Санкт-Петербурзі, Музеї книги в Нідерландах та інших.

## Відзнаки
Лауреат і призер багатьох міжнародних конкурсів, всього — дванадцять нагород, зокрема:
- 1986 — другий і третій приз в Польщі;
- 1987 — 1-а премія імені Альбрехта Дюрера, Нюрнберг;
- 1990 — премія в місті Кронах;
- 1996 — «Reynaert de Vos» — 1-а премія в місті Сінт-Ніклас;
- 1998 — «Медаль Адама Міцкевича» в місті Острув-Велькопольський;
- 1998 — номінація «St. George», Італія;
- 1998 — третій приз на «Maus Ketti» виставці в Люксембузі;
- 1999 — другий приз на «VIII Biennale of small forms» Польща;
- 2001 — «Grand prix» в Японії за кращий екслібрис 2000 року.